# Deponie Nord (München)

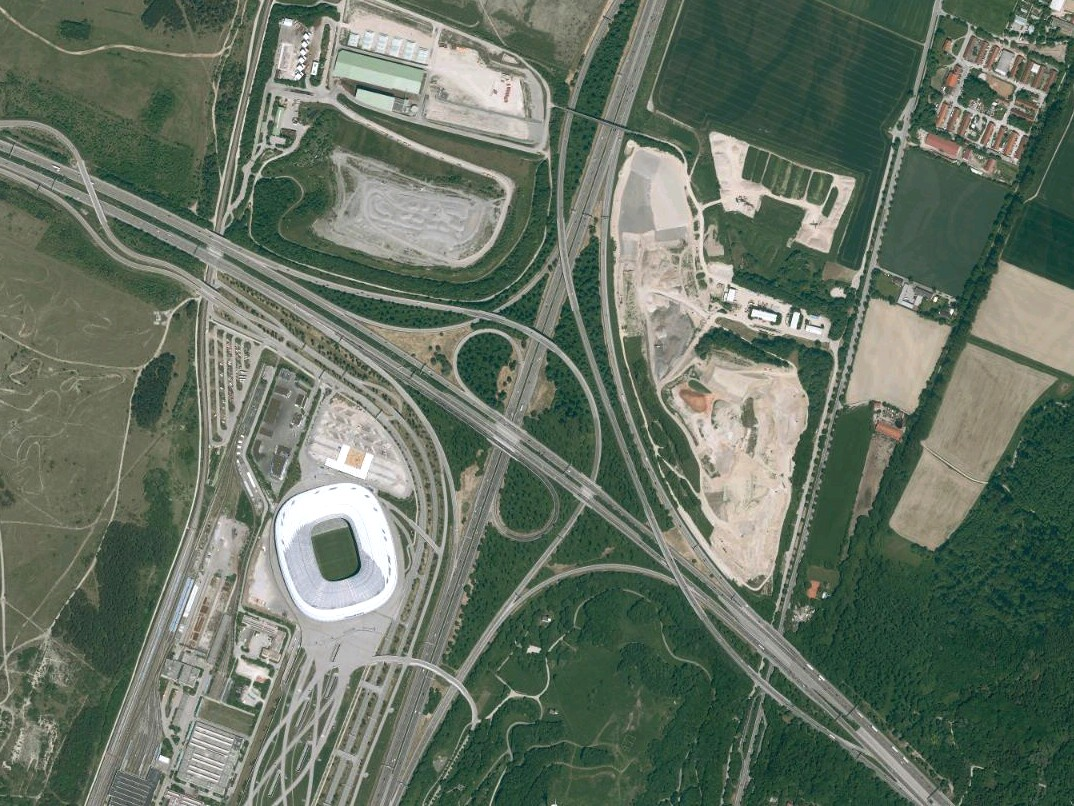
Luftbild des Autobahnkreuzes München-Nord mit der Deponie Nord (rechts oben) im Jahr 2012

Die Deponie Nord ist eine bis zu 30 m hohe ehemalige Deponie der Münchner Stadtentwässerung am Autobahnkreuz München-Nord.

## Lage
Das Gelände der Deponie liegt nordöstlich des Autobahnkreuzes und reicht im Osten bis zur Freisinger Landstraße. Nur einen Kilometer nördlich liegt Dirnismaning. Südlich und westlich liegen mit dem Fröttmaninger Berg und der Deponie Nord-West  zwei weitere ehemalige Mülldeponien. Schräg gegenüber in der südwestlichen Ecke des Autobahnkreuzes liegt die Allianz Arena.

## Geschichte
Die Deponie wurde errichtet, um den Klärschlamm der Münchner Klärwerke zu entsorgen. Die Nutzung als Dünger in der Landwirtschaft sollte wegen der Belastung durch Industrieabwässer beendet werden. Nach einer Bauzeit von 5 Jahren wurde die Deponie 1982 eröffnet. Bis 1997 wurde der entwässerte und mit Kalk stabilisierte Klärschlamm direkt auf der Deponie abgelagert. Ab 1997 wurde nur noch die Asche der Klärschlammverbrennungsanlage in der nahe gelegenen Kläranlage Gut Großlappen deponiert. 2005 wurde die Deponie geschlossen.
Die ursprüngliche Deckschicht war nicht dicht ausgeführt. Dadurch sickerte Regenwasser in die Deponie, das durch die Drainagen im unteren Bereich abgeführt werden musste. Um zukünftige Wartungsarbeiten am Drainagesystem zu vermeiden, wurde ab 2009 die bestehende Deckschicht entfernt und bis 2017 durch eine wasserdichte Deckschicht aus Bentokies, einem Gemisch aus Bentonit, Kies, Sand und Ton, ersetzt. Die Deponie wird aktuell an der Oberfläche auf 20 Hektar mit Wald und Wiesen begrünt.